# Liguria
Liguria este o regiune de coastă în nord-vestul Italiei, a cărei capitală este Genova (727.000 locuitori). Liguria este un uriaș amfiteatru demarcat la nord de Alpii Ligurici și Apeninii Ligurici care coboară spre sud pînă la țărmul Mării Ligurice și delimitînd Golful Genova. Întregul litoral liguric poate fi parcurs de la vest la est cu trenul sau pe autostrada modernă care ocolește așezările liniștite de pe țărm sau de pe dealuri.
Caracteristicile topografice ale regiunii influențează clima Liguriei care este o primăvară veșnică, însoțită de o briză marină răcoroasă. Lanțurile muntoase ale Alpilor și Apeninilor ridică o barieră în calea vînturilor reci dinspre nord, făcînd clima Liguriei să fie cea mai blîndă și plăcută din întreaga Italie. Iernile sînt blînde și ploioase iar verile calde dar nu excesive.
Vinurile Liguriei sînt printre cele mai bune din Italia și din lume. Cel mai cunoscut dintre acestea este Vernaccia, produs din struguri de pe dealurile însorite dintre Genova și La Spezia.
Liguria este un nume foarte vechi, datînd din timpurile pre-romane. Romanii au sosit pe aceste meleaguri în sec. II î.Hr. Au construit orașe și un drum, Via Aurelia, care străbătea regiunea de la est la vest.
Genova a fost timp de multe secole un port și un oraș maritim important. Orașul este situat aproximativ la jumătatea rivierei liguriene. La vest de Genova se întinde Riviera di Ponente, ale cărei coaste coboară către mare mai puțin vertiginos, permițînd existența unei fîșii de litoral cu plaje frumoase și promenade umbrite de palmieri. La est de Genova se găsește Riviera di Levante, cu faleze stîncoase și orașele pitorești pierdute printre stînci.

### Provincii
Provincia Genova

Provincia Imperia

Provincia La Spezia

Provincia Savona
Alte orașe:
- San Remo
- Ventimiglia (destinația finală a multor trenuri ce vin din Franța)